# بخش مرکزی شهرستان نکا
بخش مرکزی شهرستان نکا یکی از بخش‌های شهرستان نکا در استان مازندران در شمال ایران است.

## تقسیمات کشوری
- بخش مرکزی شهرستان نکا
  - دهستان پی رجه
  - دهستان قره طغان
  - دهستان مهروان

## جمعیت
بنابر سرشماری مرکز آمار ایران، جمعیت بخش مرکزی شهرستان نکا در سال ۱۳۸۵ برابر با ۹۱۱۱۶ نفر بوده‌است.